# Gran Consiglio (Grigioni)
Il Gran Consiglio del Canton Grigioni (in francese Grand Conseil du canton des Grisons ed in tedesco Grosse Rat des Kantons Graubünden) è un parlamento cantonale di Grigioni.